# Ronald Drever
Ronald W. P. Drever (26. října 1931 – 7. března 2017) byl skotský experimentální fyzik. Působil jako profesor na Kalifornském technologickém institutu, spoluzaložil projekt LIGO a je spoluobjevitelem Poundovy–Dreverovy–Hallovy techniky stabilizace laseru. Tato práce pomohla k první přímé detekci gravitačních vln v září 2015.
Svoji kariéru začal na University of Glasgow, ze které přešel na Kalifornský technologický institut, kde se začal věnovat výzkumu gravitačních vln. Jeho příspěvky byly velmi důležité při návrhu a kompletaci interferometrů LIGO a rovněž pro jejich mimořádnou citlivost až 10−23 a funkčnost v extrémních podmínkách.
Jeho nejnovější práce zahrnuje zkoumání magnetických ložisek optických tabulek pro seismické izolace experimentálního aparátu.
V roce 2002 byl zvolen členem Americké akademie věd a umění. Po prvním objevu gravitačních vln získal v roce 2016 řadu ocenění, zejména Gruberovu cenu za kosmologii, Kavliho cenu za astrofyziku a Fundamental Physics Prize. Všechna tři ocenění společně s ním obdrželi další dva zakladatelé projektu LIGO, Rainer Weiss a Kip Thorne.